# Contea di Rabun
La contea di Rabun (in inglese Rabun County) è una contea dello Stato della Georgia, negli Stati Uniti. La popolazione al censimento del 2000 era di 15 050 abitanti. Il capoluogo di contea è Clayton.